# Керкховен, Марианна Ван
Марианна Ван Керкховен (нидерл. Marianne Van Kerkhoven, 1946) — бельгийский (фламандский) драматург, режиссёр, авторитетный теоретик современного театра.

## Биография

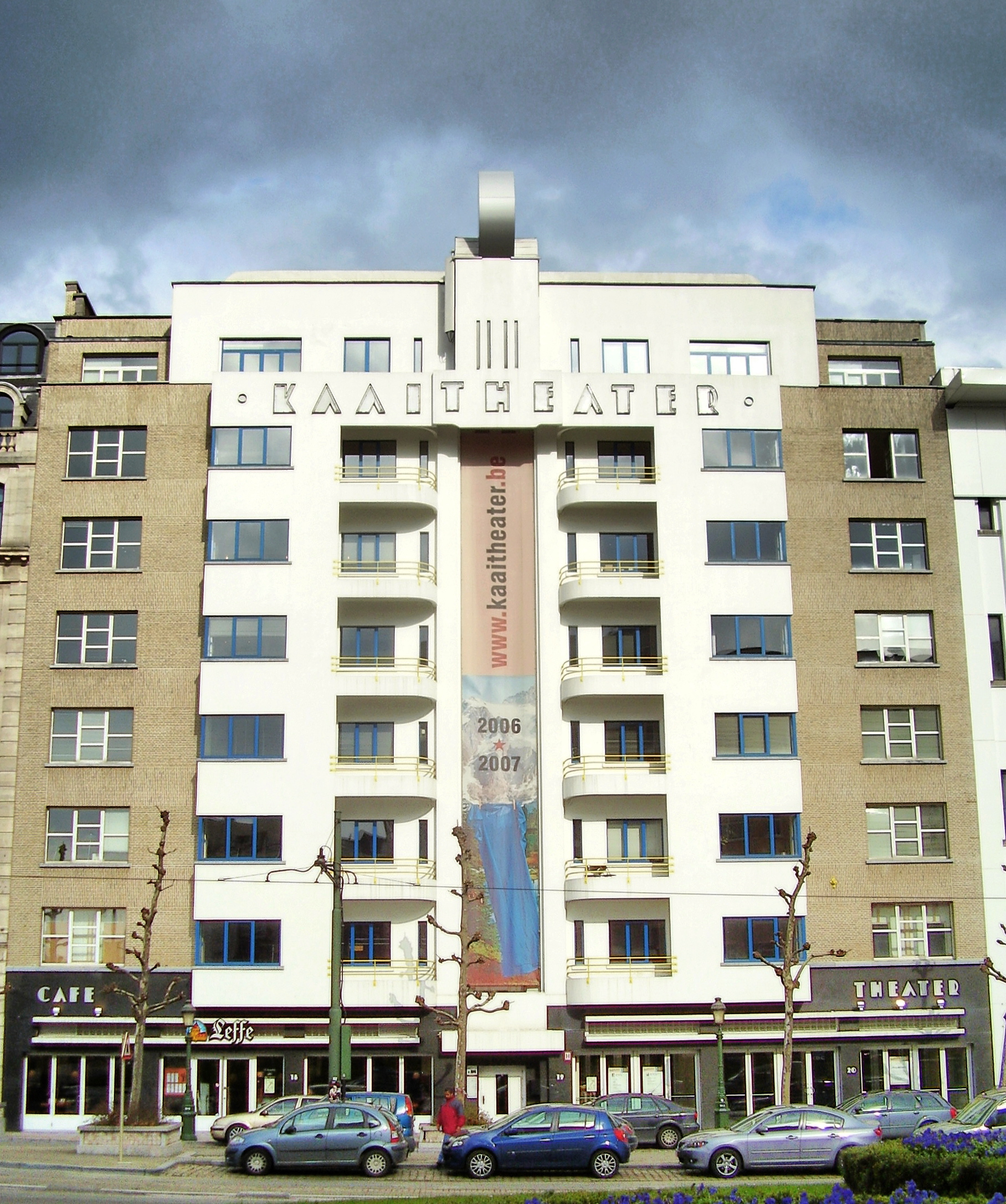
Kaaitheater в Брюсселе

В 1969 начала сотрудничать с Королевским Нидерландским городским театром Антверпена. Основала театральную компанию Het Trojaanse Paard (Троянский конь), ставшую в 1970-х лидером политического театра в Нидерландах и Фландрии. Постоянный драматург авангардного брюссельского Kaaitheater с его открытия в 1977 году. Привлекла в театр крупных режиссёров (Ян Лауэрс, Ян Ритсема, Ги Кассирс, Анна Тереза Де Кеерсмакер,  Крис Вердонк), композитора Вальтера Хюса и др. В 1990—1995 гг. выступала главным редактором международного театрального журнала Theaterschrift (Театральные записки, на четырех языках), на протяжении 20 лет входила в редакционную коллегию фламандского театрального журнала Etcetera. Под её редакцией и эгидой Kaaitheater в 1990-е гг. вышли несколько сборников по важнейшим теоретическим проблемам современной драмы и театрального искусства (пост-драматического театра) — пониманию актера и его тела, трактовке пространства-времени, соотношению слова и молчания, месту музыки в новом мире постовременного спектакля .
Автор экспериментальных драм «Витгенштейн во плоти», «Душа муравьев» (по мотивам Метерлинка), книги о современном танце во Фландрии (Dance in Flanders, 1996, в соавторстве), монографии об Анне Терезе Де Кеерсмакер (1997), сборника статей о театре «Как зритель и писатель» (Van het kijken en van het schrijven, 2002) и др.
Театроведческие работы Ван Керкховен публиковались на английском, немецком, испанском, финском, словенском языках.

## Сборники (под редакцией)
- Die Innenseite der Stille = The inner side of silence. Brussels: Kaaitheater, 1993
- Der geschriebene Raum = The written space. Brussels: Kaaitheater, 1993
- Border Violations. Brussels: Kaaitheater, 1993
- Das Gedächtnis = Memory. Brussels: Kaaitheater, 1994
- Der Schauspieler = The actor. Brussels: Kaaitheater, 1994
- Theater und Musik = Theatre and music. Brussels: Kaaitheater, 1995

## Педагогическая деятельность
Преподает теорию современного театра и танца в Утрехтской художественной школе и Утрехтском университете (с 2009).

## Признание
Театральная премия Фландрии (2004). Нидерландская награда деятелям и исследователям культуры — Премия имени Пьера Бейля (Роттердам, 2005; см.: .